# 欧州連合の言語
欧州連合（EU）には24の公用語があり、そのうち英語、フランス語、ドイツ語の3つは欧州委員会の「手続き言語」という高い地位にある（一方、欧州議会はすべての公用語を作業言語として受け入れている）。アイルランド語は、以前は「条約言語」という低い地位にあったが、2007年に公用語および作業言語に格上げされた。ただし、2022年1月1日までの一時的な例外措置が施行された。3つの手続き言語は、EUの各機関の日々の業務で使用される言語である。アイルランド語が「条約言語」に指定されたことで、欧州連合基本条約のみがアイルランド語に翻訳され、条約に基づいて採択されたEUの法律行為（指令や規則など）は翻訳する必要がなくなっていた。ルクセンブルクとキプロスでは、それぞれルクセンブルク語とトルコ語が公用語となっているが、EU加盟国の公用語でEUの公用語でないものは、この2つだけである。
EUは、言語の多様性を支持すると主張している。この原則は、欧州連合基本権憲章（22条）と欧州連合条約（3条3項TEU）に明記されている。
EUでは、言語政策は加盟国の責任であり、EUは共通の言語政策を持っていない。EUの機関は、「補完性」の原則に基づき、この分野で支援の役割を果たし、加盟国の言語政策における欧州的側面を推進している。EUはすべての国民が多言語であることを奨励しており、具体的には、母国語に加えて2つの言語を話すことができるように奨励している。教育制度の内容は各加盟国の責任であるため、この分野でのEUの影響力は非常に限られているが、EUの多くの資金援助プログラムは、言語学習と言語的多様性を積極的に推進している。
EUで最も広く理解されている言語は英語で、成人全体の44％が理解している。一方、母語として最も広く使われているのはドイツ語で、18％が話している。EUの24の公用語はすべて実務言語として認められているが、実際に広く一般に使われているのは英語、フランス語、ドイツ語の3つだけで、そのうち最もよく使われているのは英語である。フランス語は、EUの政治的中心地である3都市（ベルギーのブリュッセル、フランスのストラスブール、ルクセンブルクのルクセンブルク市）すべてで公用語となっている。2020年にイギリスがEUから離脱するため、フランス政府は英語に代わり、フランス語を労働言語としてより多く使用することを奨励したいと考えている。

## 公用語
EUの公用語は欧州経済共同体(EEC)理事会において規定されている。規則1/1958ではEECにおいて用いられる言語について以下の通り定められている。
- ブルガリア語
- クロアチア語
- チェコ語
- デンマーク語
- オランダ語
- 英語
- エストニア語
- フィンランド語

- フランス語
- ドイツ語
- ギリシャ語
- ハンガリー語
- アイルランド語
- イタリア語
- ラトビア語
- リトアニア語

- マルタ語
- ポーランド語
- ポルトガル語
- ルーマニア語
- スロバキア語
- スロベニア語
- スペイン語
- スウェーデン語

EUの公用語の数よりも加盟国の数のほうが多いのはいくつかの言語が2つ以上の国で使われているためである。例えば、オランダ語はオランダとベルギーで、フランス語はフランス、ベルギーとルクセンブルクにおいて、ドイツ語はドイツ、オーストリア、ベルギー、ルクセンブルクで、ギリシャ語はギリシャとキプロスで公用語とされている。また、英語はイギリス、アイルランド、マルタで、スウェーデン語はスウェーデンとフィンランドにおいても使われている。しかし、同時にアイルランドではアイルランド語が、マルタではマルタ語が、フィンランドではフィンランド語が公用語となっており、各国の言語に対する加盟国内の全体的な比率は関係なくEUの公用語となっている。
さらにすべての加盟国の言語がEUの公用語となってはおらず、たとえばルクセンブルクでは1984年にルクセンブルク語が公用語となり、キプロスではトルコ語が公用語となるが、いずれもEUの公用語にはなっていない。
EUのすべての言語は作業言語 (working language) となっている。ある加盟国の法の管轄を受けている個人や加盟国自体が欧州共同体 (EC) の機関に対して送付する文書は、その送付者が選択した公用語を使用することができる。またその文書の返答に使われる言語も送付した文書と同じ言語で作成される。規則およびそのほか申請文書は24の公用語で表記される。EUの広報誌"Official Journal of the European Union"は24公用語で出版されている。
法令や重要な公文書は全24公用語で作成されるが、重要度の低い文書では必ずしもそうではない。国家当局に対する伝達や特定の個人・団体を対象とした決定や書簡などの文書は必要とされる言語にのみ翻訳される。EU機関では、内部での目的に関しては法令により言語を選択することができる。たとえば欧州委員会では内部での作業を行うさいには英語、フランス語、ドイツ語を使用することができ、すべての公用語を用いるのは公式情報や伝達のさいに限られる。他方、欧州議会では自分の使用する言語で書かれた文書を必要とする議員がおり、そのため最初から複数の言語で書かれた文書でなければならない。非EU機関では全24言語で文書を作成することは法的な義務となっていない。
EUの英語版サイトによると機構の翻訳などの多言語主義政策の維持に毎年11億2300万ユーロがかかり、これはEUの年間予算の1%に相当し、市民1人あたりでは2.28ユーロの負担となっている。

### マルタ語
マルタ語はEUの公用語とされているが、欧州連合理事会は2004年5月1日から移行期間を設定し、この間すべての法令をマルタ語で表記する必要はないとされた。その後いったん欧州連合理事会で移行期間を1年延長することが合意されたが、正式な決定とはならなかった。これにより2007年4月30日からEUの機構によるすべての新たな法令はマルタ語でも採択、作成されることになった。

### アイルランド語
アイルランド語はEUの公用語の1つとなったのは2007年1月1日以降であるが、アイルランド語はアイルランドの第1公用語であり、北アイルランドでも少数言語となっている。1973年アイルランドはEECに加盟したが、それ以来EUの諸条約ではアイルランド語を公用語と同じように扱い、正式に条約において使用される言語として認証された。またEUの機関に対してもアイルランド語を使用することができるようになった。2005年6月13日、ルクセンブルクにおいて第2667回欧州連合理事会の総務・対外関係理事会における全会一致での決定を受けて、アイルランド語がEUの21番目の公用語とされることが発表された。ただし特例が規定され、他の公用語とは違ってすべての文書がアイルランド語に翻訳されないとされた 。しかしながらこの決定により欧州議会と欧州連合理事会で承認された法令はアイルランド語に翻訳され、またアイルランド語から翻訳された文書は欧州議会の総会や欧州連合理事会の会合において用いることができるようになった。なおこの規定は2007年1月1日より効力を発するようになった。アイルランド語をEUの公用語として翻訳や文書の発行にかかる費用は年350万ユーロ程度と見込まれている。この規定は発効から4年以内に見直され、その後も5年ごとに再検討される。
アイルランド語は加盟国内においてあまり使用されていないEUの公用語であり、2006年の統計調査ではアイルランドの人口は424万人であるが、多少の知識を持つ者は166万人であるが、完全な母語としているのは、僅か4万から8万人の間とみられている。また北アイルランドでは、アイルランド語の知識が多少あると自己申告した者は（2001年国勢調査時）16万5000人である。さらに小規模ではあるがアイルランド語を話すコミュニティが世界中にあり、最もコミュニティの規模が大きいアメリカでは25,000人がアイルランド語を話すことができる。

### 英語
イギリスのEU離脱を受けて、英語が公用語から外される可能性があるとされている。イギリスの他には加盟国ではマルタとアイルランドにおいて英語が公用語に規定されている国となっている。しかし、アイルランドではアイルランド語、マルタではマルタ語が第一公用語として制定されており、EUはその国が通達した第一言語のみを公用語とするという規定通りにいくと、イギリスのEU離脱により英語が公用語から除外されることになる。マルタにおいてはマルタ語が97%の母語であるが、アイルランドにおいては殆どの国民がEUに第一言語として通達されたアイルランド語ではなく英語を日常生活で使用している事や、英語は既にフランス語、ドイツ語と並ぶEUの作業言語となっているために、英語が公用語から除外された場合は問題となる可能性がある。

### 地方言語・少数言語
スペイン政府はバスク語、カタルーニャ語、バレンシア語、ガリシア語についてEUにおける公用語の地位を与えることを模索してきた。先述の第2667回欧州連合理事会において、正式な作業言語以外にも加盟国によって承認された言語をEUのレベルにおいて限定的に使用することを認める決定を下した。欧州連合理事会では、規則1/1958において言及されている、加盟国の最高法規によって、または慣例的にその全土または一部の領土で国語として使用されている言語以外の言語については法令でその地位を定める、とした。このような言語を正式に使用することは、欧州連合理事会と使用を求める加盟国間での調整に基づくとされている。
ルクセンブルクの公用語であるルクセンブルク語や、キプロスの公用語であるトルコ語はいまだこれらの規定が適用されていない。

#### カタルーニャ語、ガリシア語、バスク語
カタルーニャ語、ガリシア語、バスク語はスペインにおける全国規模の公用語ではなく、スペインの憲法によって特定地域での共同公用語とされており、これらの言語は2005年6月13日の欧州連合理事会決議により、EUの機構において正式に使用することができ、スペイン政府はこの規定に同意した。
カタルーニャ語は数百万人の市民が話す言語であるが、その地位については議論されてきた。1990年12月11日、カタルーニャ語の使用は欧州議会決議の定めるところとなった。
2005年11月16日、地域委員会議長ペーター・シュトラウプはEUスペイン代表部大使カルロス・バスタレーチェ・サグエスとの間で合意文書が取り交わされ、その中でスペインの地域言語が欧州委員会の通訳を介してEUの機関で使用することが認められた。
2006年6月3日欧州議会事務局は、2か月前に一度拒否していたスペインの州からの提案である、欧州議会内でバスク語、カタルーニャ語、ガリシア語の使用を承認した。
2006年11月30日、欧州オンブズマンであるニキフォロス・ディアマンドロスとEUスペイン代表部大使カルロス・バスタレーチェはブリュッセルにおいてスペイン市民が欧州オンブズマンに苦情を申し立てるさいに、バスク語やカタルーニャ語（バレンシア語）、ガリシア語のスペイン国内での3つの共同公用語の使用に合意する文書に署名した。この合意によると、翻訳する組織をスペイン政府が財政を負担して設立し、先の言語で苦情の翻訳にあたるとされている。またこの翻訳組織はオンブズマンの決定をスペイン語・カスティーリャ語から苦情の申立てのさいに使用された言語に翻訳する。なおこの組織が設立されるまでは苦情の申し立てに先の言語を使用することはできない。
2022年7月27日、スペイン政府はカタルーニャ語について、欧州議会の本会議で使用できるよう同議会に求めることで自治州政府と合意し、欧州議会に「技術的、財政的提案」も示して年内の実現を目指して取り組むとしている。

#### ウェールズ語、スコットランド・ゲール語、スコットランド語
先述の2005年6月13日決議で議論された議会の質問を受けて、イギリスのヨーロッパ担当閣外大臣ダグラス・アレクサンダーは同月29日に、イギリス政府は今のところイギリス国内のウェールズ語、スコットランド・ゲール語、スコットランド語などの言語に関して同様の規定を作成する計画はないと述べた。

#### 欧州憲法条約における規定
欧州憲法条約では、起草された当時は21の言語（従来の公用語にアイルランドを加えている）をEUの公用語としており、これにルーマニア語、ブルガリア語、トルコ語の加盟3候補国の言語を付記していた（なおルーマニアとブルガリアは2007年にEU加盟を果たしている）。これに関しては以下のように規定されている。
Article IV-448(2): This Treaty may also be translated into any other languages as determined by Member States among those which, in accordance with their constitutional order, enjoy official status in all or part of their territory. A certified copy of such translations shall be provided by the Member States concerned to be deposited in the archives of the Council.
（日本語訳）第4部第448条(2) 本条約は加盟国の憲法の定めにより、その領域の全部または一部において公用語の地位を享受する言語の中で、加盟国が決定したものに翻訳されることもある。この場合における翻訳の謄本は当該加盟国により作成され、閣僚理事会において保管される。
欧州憲法条約は全加盟国により調印されたものの、その批准過程においてフランスとオランダでの国民投票で拒否されたため発効が断念された。

### 移民の言語
移民が母語としている言語はEU機構およびEU域内においては正式な地位や認証が与えられておらず、またEUの言語教習プログラムの対象となっていない。加盟国政府または地方政府において、移民に対する受入国の言語習得支援が実施されている。

### 手話
およそ1000人に1人が国内で通用する手話を第1言語としているが、第2言語として使用している者はさらに多い。加盟国の増加により手話の認識にさまざまな形態が出ることになり、たとえばベルギーにおいてはフラマン手話 (VGT) とフランス手話 (LSFB) 、イギリスではイギリス手話 (BSL) がある。また北アイルランドではアイルランド手話 (ISL) と北アイルランド手話 (NISL) があり、両者とも公用語として認知されている。
1988年6月17日、欧州議会は各国の手話に関する決議を全会一致で可決した。この決議では全加盟国に対して各国内の手話について、手話を使用する市民、とりわけ聴覚障害者の言語の権利をより尊重し保護する目的で、公用語として認証するよう求めている。

## 市民の言語能力
以下の表は2005年11-12月に調査され、2006年2月に発表された"Europeans and their Languages"と題された欧州委員会による"Special Eurobarometer 243"に基づいて作成されている。なお本調査は2007年にブルガリアとルーマニアが加盟したEU拡大前に実施されており、部分調査であって全体的なものではない。当時の加盟全25か国と2007年に加盟するブルガリアとルーマニア、加盟候補国のクロアチア(当時)とトルコに住む15歳以上の市民28,694人を対象に聞き取り調査を実施した。なおこの数値に移民は含まれていない。
表1では普段の会話ではどの言語を母語として使っているか、または第2言語あるいは外国語として使っているかについて、市民の回答の割合を表している（ただしいずれの回答でも2％未満だった言語は除外している）。
| 言語           | 主に使用している加盟国                                            | 母語として使用する (%) | 母語以外として使用する (%) | 話すことができる (%) |
| -------------- | ----------------------------------------------------------------- | ---------------------- | -------------------------- | -------------------- |
| 英語           | イギリスの旗 · アイルランドの旗 · マルタの旗                      | 13%                    | 38%                        | 51%                  |
| ドイツ語       | ドイツの旗 · オーストリアの旗 · ルクセンブルクの旗 · ベルギーの旗 | 18%                    | 14%                        | 32%                  |
| フランス語     | フランスの旗 · ベルギーの旗 · ルクセンブルクの旗                  | 12%                    | 14%                        | 26%                  |
| イタリア語     | イタリアの旗                                                      | 13%                    | 3%                         | 16%                  |
| スペイン語     | スペインの旗                                                      | 9%                     | 6%                         | 15%                  |
| ポーランド語   | ポーランドの旗                                                    | 9%                     | 1%                         | 10%                  |
| オランダ語     | オランダの旗 · ベルギーの旗                                       | 5%                     | 1%                         | 6%                   |
| ロシア語       | n/a                                                               | 1%                     | 6%                         | 7%                   |
| スウェーデン語 | スウェーデンの旗 · フィンランドの旗                               | 2%                     | 1%                         | 3%                   |
| ギリシャ語     | ギリシャの旗 · キプロスの旗                                       | 3%                     | 0%                         | 3%                   |
| チェコ語       | チェコの旗                                                        | 2%                     | 1%                         | 3%                   |
| ポルトガル語   | ポルトガルの旗                                                    | 2%                     | 0%                         | 2%                   |
| ハンガリー語   | ハンガリーの旗                                                    | 2%                     | 0%                         | 2%                   |
| スロバキア語   | スロバキアの旗                                                    | 1%                     | 1%                         | 2%                   |
| カタルーニャ語 | スペインの旗 · フランスの旗 · イタリアの旗                        | 1%                     | 1%                         | 2%                   |

全体の18％がドイツ語を母語としており、この数値はEUにおいてドイツ語を母語とする人が最も多いということを示す一方で、英語はEUにおいて最も広く話されている言語であることがわかる。また100％のハンガリー人、100％のポルトガル人、99％のギリシャ人がそれぞれの国語を母語としている。
表2では外国語の知識について各国でさまざまな様態があることを示している。EUにおいてとくに多く使われており、また日常話される第2言語あるいは外国語として使用できる3つの言語は英語、ドイツ語、フランス語である。割合が示されていないのは、その言語はその国において日常使用される第2言語あるいは外国語として使用される3つの言語ではないということを示している。青で表示されているのはその国において公用語として使用されているものであり、緑で表示されているのはその国において主要な言語として使用されていることを示している。一番右の列の平均値は3言語についての平均であり、その国の住民がどれだけ多言語的であるかを示す数値である。なおこの数値は正式な調査によるものではなく、ドイツ語、フランス語、英語を公用語とする国では多言語的であるかについては関連性が低い。これらの国については3つの言語の中で公用語としていない2つの言語での平均を取るほうが適切である。
| 国             | 英語を 母語とせずに 使用 | ドイツ語 を母語とせずに 使用 | フランス語 を母語とせずに 使用 | 平均値 |
| -------------- | ------------------------ | ---------------------------- | ------------------------------ | ------ |
| オーストリア   | 58%                      | 4%                           | 10%                            | 24     |
| ベルギー       | 59%                      | 27%                          | 48%                            | 44.7   |
| ブルガリア     | 23%                      | 12%                          | 9%                             | 14.7   |
| キプロス       | 76%                      | 5%                           | 12%                            | 21.7   |
| チェコ         | 24%                      | 28%                          | 2%                             | 18     |
| デンマーク     | 86%                      | 58%                          | 12%                            | 52     |
| エストニア     | 46%                      | 22%                          | 1%                             | 23     |
| フィンランド   | 63%                      | 18%                          | 3%                             | 28     |
| フランス       | 36%                      | 8%                           | 6%                             | 16.7   |
| ドイツ         | 56%                      | 9%                           | 15%                            | 26.7   |
| ギリシャ       | 48%                      | 9%                           | 8%                             | 21.7   |
| ハンガリー     | 23%                      | 25%                          | 2%                             | 16.7   |
| アイルランド   | 5%                       | 7%                           | 20%                            | 10.7   |
| イタリア       | 29%                      | 5%                           | 14%                            | 16.0   |
| ラトビア       | 32%                      | 14%                          | 2%                             | 16.0   |
| リトアニア     | 39%                      | 19%                          | 1%                             | 19.7   |
| ルクセンブルク | 60%                      | 88%                          | 90%                            | 79.3   |
| マルタ         | 88%                      | 3%                           | 17%                            | 36     |
| オランダ       | 87%                      | 70%                          | 29%                            | 62     |
| ポーランド     | 29%                      | 20%                          | 3%                             | 17     |
| ポルトガル     | 32%                      | 3%                           | 24%                            | 19.7   |
| ルーマニア     | 29%                      | 6%                           | 24%                            | 19.7   |
| スロバキア     | 32%                      | 32%                          | 2%                             | 22     |
| スロベニア     | 57%                      | 50%                          | 4%                             | 37     |
| スペイン       | 27%                      | 2%                           | 12%                            | 13.7   |
| スウェーデン   | 89%                      | 30%                          | 11%                            | 43.3   |
| イギリス       | 7%                       | 9%                           | 23%                            | 13.0   |
| 加盟候補国     |                          |                              |                                |        |
| クロアチア     | 49%                      | 34%                          | 4%                             | 29     |
| トルコ         | 17%                      | 4%                           | 1%                             | 7.3    |

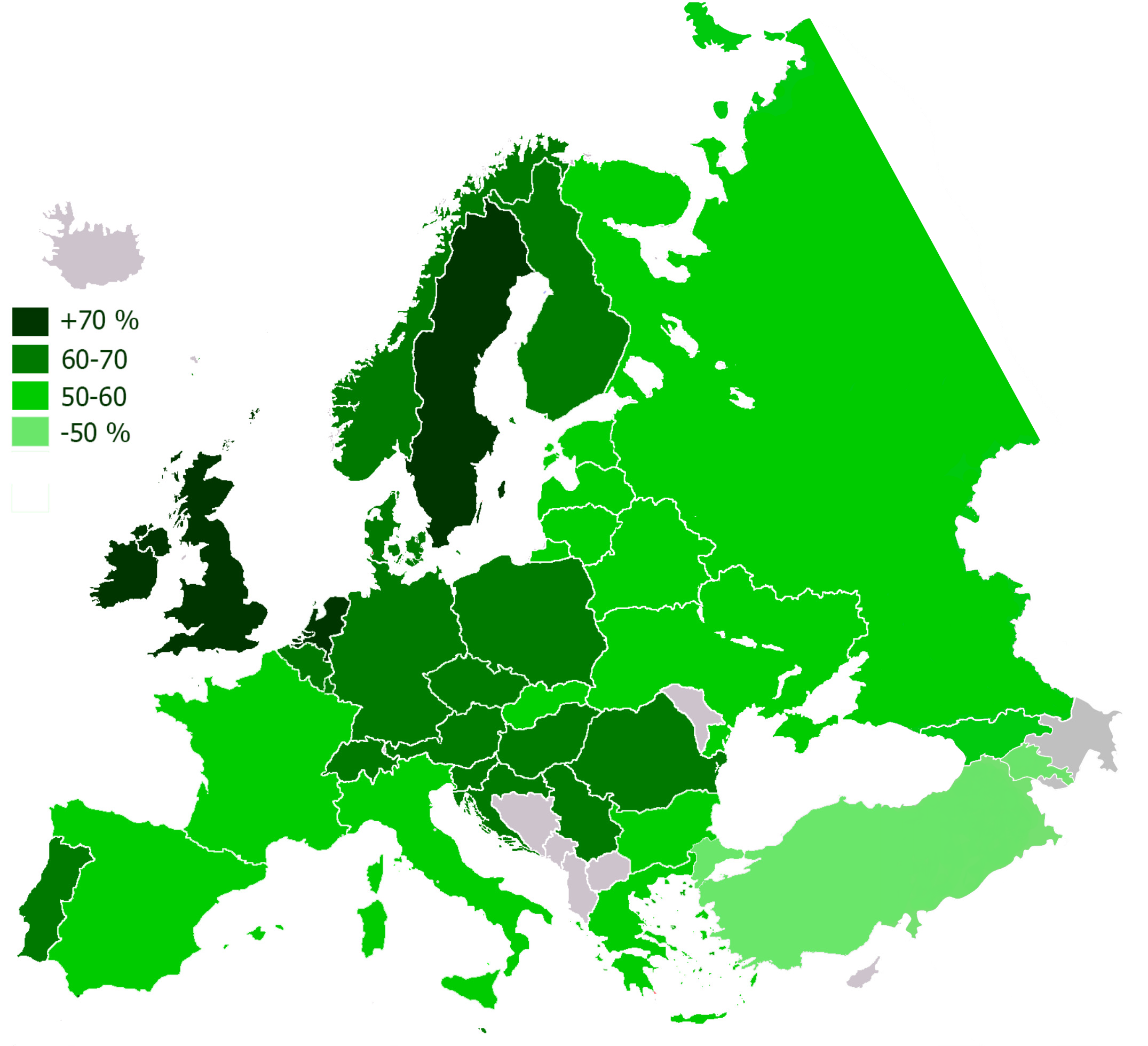
英語の知識がある割合

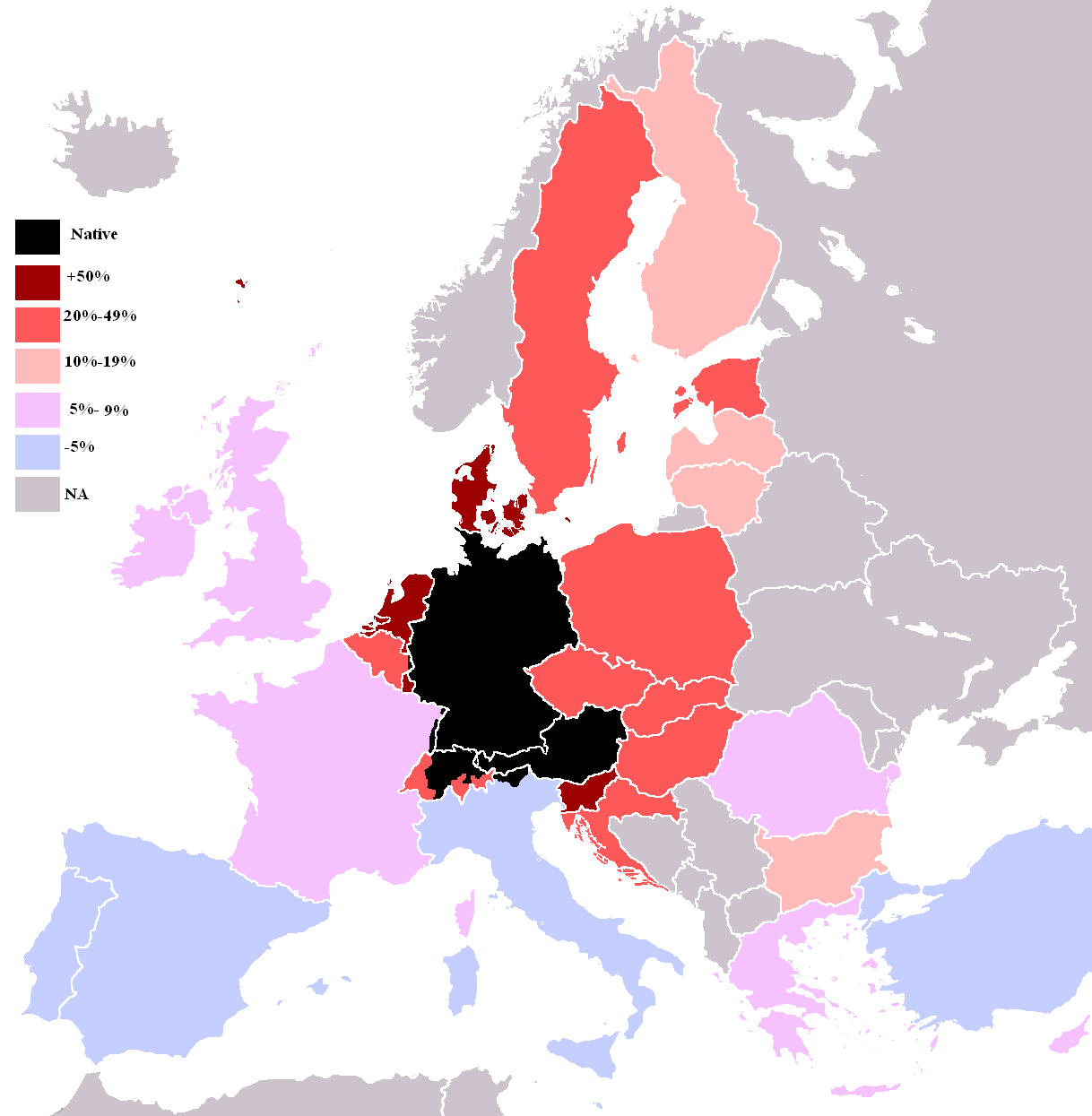
ドイツ語の知識がある割合

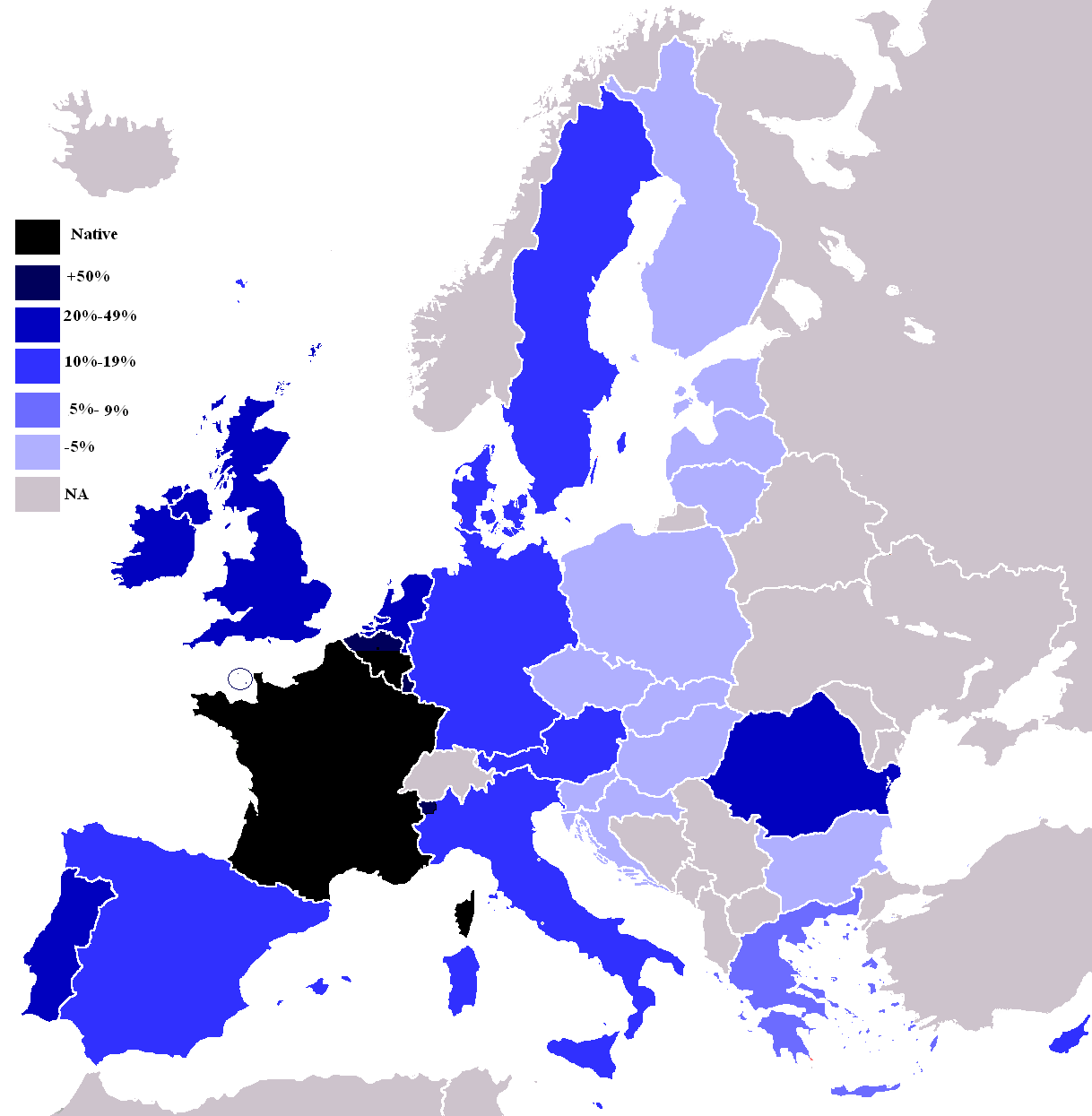
フランス語の知識がある割合

EU加盟国の市民の56％は日常の会話において自身の母語以外の言語を使用している。これは2001年、当時EU加盟国の数が15であったときに調査したときよりも9ポイント上回っている。また日常会話が十分にできる水準で2つの外国語を使用することができると回答したのは28％となった。ただ一方で回答者のほぼ半数にあたる44％が自身の母語以外の言語がわからないとしており、およそ5人1人のEU市民は言語学習者で、その時点で言語能力の向上に努めているか、12か月以内に学習を始めると回答した。
英語はヨーロッパにおいて最も広く使用されている外国語となっている。イギリス、アイルランドなど4か国を除くEUの市民の38％が会話をするのに十分な英語の能力を持っている。また14%の市民は母語のほかにフランス語かドイツ語を理解している。フランス語は南欧地域で最も学習され、あるいは使用されており、とくに地中海沿岸地域、ドイツ、ルーマニア、イギリス、アイルランドでは盛んである。その一方でドイツ語はベネルクス、スカンディナヴィア、最近EUに加盟した諸国において学習や使用がなされている。調査対象の29か国中19か国において英語は母語以外の言語として最も広く理解される言語であり、とくにスウェーデンの89％、旧英領のマルタで88％、オランダで87％などとなっている。またドイツ語やフランス語も3か国において同様の結果が示されている。さらにEU市民は英語の自身の水準について他の第2言語や外国語よりも高いと考えている。77％のEU市民は子どもに英語を学習させるべきであると考え、イギリス、アイルランド、ルクセンブルク以外の調査を実施したすべての国では、英語は最も重要な言語であると認識している。英語を母語、または第2言語・外国語として使用しているEU市民の割合は51%に上り、その後にドイツ語が32％、フランス語が28％と続く。
母語とは別に2つ以上の言語を話すことができる住民の割合を見ると、トルコでは5%、アイルランドでは13%、イタリアでは16%、スペインでは17%、イギリスでは18%にとどまっている。複数の言語を話すヨーロッパ市民は若い世代で、十分な教育を受けていたか、あるいは学生に多くみられ、また居住国以外の国に生まれ、外国語を職業上の理由で使うか、学習意欲があることが背景にあげられる。したがって、ヨーロッパ社会の大部分が多言語使用の恩恵を享受していないということが言える。
無料の語学レッスン(26%)や各人の都合に合わせられるような柔軟性のある学習コース(18%)、学習しようとする言語を母語としている国での修得の機会(17%)について、これらは言語を習得しようとする人がその意欲を強くするきっかけとなっている。1人の講師に対して複数の人数で受けるレッスン(20%)、学校での語学の授業(18%)、講師との1対1でのレッスンや学習する言語が使用されている国での長期滞在や頻繁に訪問することについては、言語習得のうえで最も適している方法であると考えられている。

### 地方言語・少数言語
EU域内においては数多くの地方言語・少数言語が使用されており、いずれもEUでは一定の地位を持っているとは認知されていない。しかし中には加盟国内において一定の地位を持つものがあり、公用語よりも多くの市民が使うものもある。以下はEUが25か国体制のときの地方言語・少数言語である。
- アルバニア語 （ギリシャのアルヴァニティカ語、イタリアのアルバレシュ語）
- アラビア語 （キプロスのマロン派アラビア語）
- アラゴン語 （スペイン）
- アルメニア語 （キプロス、ハンガリー、ポーランド）
- アルーマニア語 （ギリシャのアルーマニア語）
- アストゥリアス語 （スペイン）
- バスク語 （フランス、スペイン）
- ベルベル語 （スペイン）
- ベラルーシ語 （エストニア、ラトビア、リトアニア、ポーランド)
- ボスニア語 （スロベニア）
- ブルトン語 （フランス）
- ブルガリア語 （ギリシャのポマク、ハンガリー、チェコ、スロバキア)
- カタルーニャ語 （フランス、イタリア、スペイン）
- コーンウォール語 （イギリス）

- コルシカ語 （フランス）
- クロアチア語 （オーストリア、チェコ、ハンガリー、イタリア、スロバキア、スロベニア)
- チェコ語 （オーストリア、ポーランド、スロバキア）
- デンマーク語 （ドイツ）
- オランダ語 （フランスのフラマン語）
- フィンランド語 （エストニア、スウェーデン）
- アルピタン語 （イタリア）
- フリジア語 （ドイツ、オランダ）
- フリウリ語 （イタリア）
- ガリシア語 （スペイン）
- ドイツ語 （ベルギー、チェコ、デンマーク、フランス、エストニア、イタリア、ラトビア、リトアニア、ハンガリー、ポーランド、スロベニア、スロバキア）
- ギリシャ語 （チェコ、イタリア、ハンガリー）
- ハンガリー語 （オーストリア、チェコ、ルーマニア、スロバキア、スロベニア）
- アイルランド語 （イギリス）
- イタリア語 （スロベニア）
- ラディン語 （イタリア）

- ラトガリア語 （ラトビア）
- リヴォニア語 （ラトビア）
- ラトビア語 （エストニア）
- リトアニア語 （エストニア語、ラトビア、ポーランド）
- ルクセンブルク語 （ルクセンブルク）
- カライム語 （リトアニア、ポーランド）
- カシューブ語 （ポーランド）
- マケドニア語
- ミランダ語 （ポルトガル）
- オック語 （フランス、イタリア、スペイン）
- ポーランド語 （チェコ、エストニア、ハンガリー、ラトビア、リトアニア、スロバキア）
- ポルトガル語 （スペイン）
- ロマ語 （キプロス、チェコ、エストニア、ハンガリー、ラトビア、リトアニア、ポーランド、スロバキア、スロベニア）
- ルーマニア語 （ハンガリー）
- ロシア語 （チェコ、エストニア、ラトビア、リトアニア）

- ルシン語 （チェコ、ハンガリー、ポーランド、スロバキア）
- サーミ語 （フィンランド、スウェーデン）
- サルデーニャ語 （イタリア）
- スコットランド・ゲール語 （イギリス）
- セルビア語 （ハンガリー、スロベニア）
- スロバキア語 （オーストリア、チェコ、ハンガリー、ポーランド）
- スロベニア語 （オーストリア、イタリア）
- ソルブ語 （ドイツ）
- スウェーデン語 （エストニア、フィンランドのフィンランド・スウェーデン語)
- タタール語 （エストニア、リトアニア、ポーランド）
- トルコ語 （ギリシャ）
- ウクライナ語 （チェコ、エストニア、ハンガリー、ラトビア、リトアニア、ポーランド、スロバキア）
- ウェールズ語 （イギリス）
- イディッシュ語 (エストニア、ラトビア、リトアニア、ポーランド）

上記一覧においては人工言語や、加盟国がその国の公用語の方言とみなしているものは含まれていない。しかし、このような方言とされているものの多くは言語学者により独立した言語として広く扱われている。例を挙げると、英語の方言とみなされているスコットランド語（ケルト語派に属するスコットランド・ゲール語とは異なる。アングロ・サクソンに由来するゲルマン語派の言語）や、ロマンス諸語もイタリアで話され、イタリア語の方言とみなされるヴェネト語やナポリ語、シチリア語などがある。

#### ロシア語
EUにおいては公用語とされていないが、ロシア語は最近の旧東側の加盟国の一部において広く使用されている。ロシア語を話す市民はドイツである程度の規模のコミュニティを形成しているほか、ラトビア、エストニア、リトアニアに住むおよそ130万人のスラヴ系住民が母語としている。またこれらの国々ではソビエト時代の教育課程で必修となっていたため、スラブ系以外の住民もロシア語を理解できる。またあまり母語とはいえないものの、ブルガリア、ポーランド、チェコ、スロバキアの住民の多くと、ハンガリー、ルーマニアなどの一部の住民もロシア語を理解でき、EU内では8番目に多く使用される言語となっており、全体ではおよそ7%の市民がロシア語についてある程度の能力を持っている。

### 移民言語
EUにおいては世界各地のさまざまな言語が移民のコミュニティで使用されている。ベルギーと旧西ドイツ地域の人口の2%、オランダの人口の1%がトルコ語を話していると推測されている。また広く使用されている移民言語として、主にフランスとベルギーではマグリブ・アラビア語が、イギリスのインド亜大陸地域からの移民が使用するものにウルドゥー語、ベンガル語、ヒンディー語がある。さらにバルカン半島の言語もEU域内各地で移民やユーゴスラビア戦争やその後の政情不安で祖国を離れた難民により使用されている。
EUには多くの数世代にわたる移民のコミュニティが点在し、現在その移民は2つの言語、すなわち居住地の言語とコミュニティの言語を使用するようになっている。

## EU公用語の言語学的分類
EU公用語の多くはインド・ヨーロッパ語族のゲルマン、ロマンス、スラヴの3つの語派に属している。ゲルマン語派に含まれるのはデンマーク語、オランダ語、英語、ドイツ語、スウェーデン語があり、EUの中部、北部において広く使用されている。ロマンス語派に含まれるのはフランス語、イタリア語、ポルトガル語、ルーマニア語、スペイン語であり、主に西部や南部で使用されている。スラブ語派に含まれるのはブルガリア語、チェコ語、ポーランド語、スロバキア語、スロベニア語、クロアチア語で、EUの東部で見られる。バルト語派にはラトビア語とリトアニア語が、ケルト語派にはアイルランド語がそれぞれあり、ギリシャ語はそれ自身がインド・ヨーロッパ語族の単独の語派のひとつ（ギリシャ語派）となっている。インド・ヨーロッパ語族以外のものとしてエストニア語、フィンランド語、ハンガリー語がウラル語族のフィン・ウゴル語派に属し、マルタ語はEUの公用語の地位にある中で唯一アフロ・アジア語族のセム語派に属している。ほぼすべてのEU公用語はラテン文字で表記されるが、例外としてギリシャ文字を使用するギリシャ語とキリル文字を使用するブルガリア語がある。

## 法的根拠
EUの立法権および言語政策に関する発議権は、EUの基本条約の規定に基づいている。EUにおいて言語政策は加盟国のもとで行われるものであり、EUとしては共通言語政策というものを持たない。補完性原理によりEU機構は言語政策に関して補助的な役割を果たすものであり、加盟国間の協力を促進し、また加盟国における言語政策について、とくに言語の教育や普及を通してヨーロッパという次元を普及させる。共同体の機関における言語について規程する法令は、欧州司法裁判所規程にあるものを阻害しない限りにおいて、欧州連合理事会で全会一致により定められる。原文またはEU拡大により翻訳された文書において使用されたすべての言語は等しく正文とされる。EU市民はEUの機関に対して文書を提出するさいには欧州連合理事会で定められたいずれの言語を選択して作成することができ、その返答も同一の言語で作成される。
欧州連合基本権憲章では、法的拘束力は持たないが、EUは言語の多様性を尊重することがうたわれており、また言語の違いから差別することを禁止している。言語の多様性を尊重することはEUの基本的価値であり、これは個人や他の文化に対する開放性、他の民族の受容と同様のものである。

## 言語習得と多様性に対する主導性

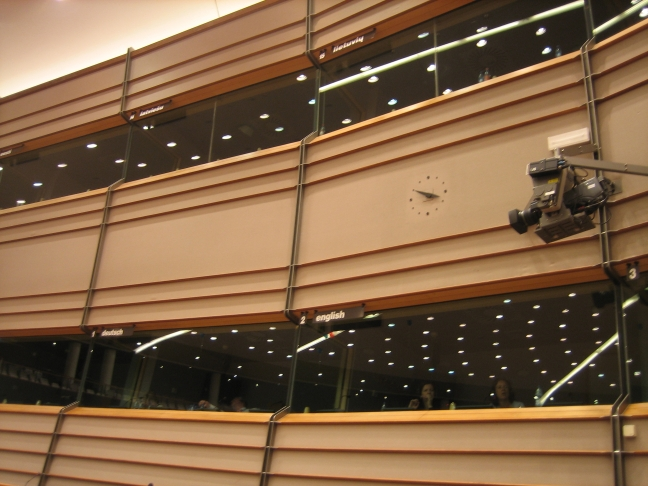
ブリュッセルの欧州議会議場に設置されている翻訳ブース

EUの年間予算規模は1億2000万ユーロであるが、1990年にLingua programmeを開始してから毎年の予算とは別枠で、毎年3000万ユーロの資金を投じ、Socrates programmeやLeonardo da Vinci programmeを通じて言語習得を促進している。この資金は講師の外国での養成、学校ごとの外国語教育助手の配置、生徒に言語習得への関心を持たせるための交換留学、CDやインターネットでの言語履修コースの創設、言語習得の有利性の認識の奨励などに使われる。
戦略的研究を通じて、欧州委員会は優れた言語習得の実践のために議論や方法の開発、交流を推し進めている。さらに流動性や国境を越えた協力関係を助長する共同体のプログラムの作用の大部分により、プログラム参加者は言語習得の意欲を高めている。
交換留学制度、姉妹都市制度、欧州ボランティアサービスも多言語主義を促進する役割を果たしている。1997年以降、Culture 2000 programmeにおいておよそ2,000の文学作品をヨーロッパの言語に翻訳するための予算が組まれた。
さらに通訳に関するプログラム (Culture 2007, Youth in Action, Lifelong Learning programme) が2007年から2013年の予算概案で示され、これらの事業に対する支援の継続と発展が見込まれている。
加えて、EUではヨーロッパの少数使用言語についての委員会（European Bureau for Lesser-Used Languages - 地域・少数言語のコミュニティに属する4000万人以上の市民の利益を代表する非政府組織）や、ヨーロッパの少数使用言語を研究する大学で組織されるMercatorネットワークに対する財政支援を行っている。欧州議会の要求を受けて、欧州委員会ではEUの新たな外局「欧州言語習得・多様性庁 (European Agency for Language Learning and Linguistic Diversity) 」の設置に関する調査を2004年に開始した。この調査においては多言語主義に関して十分に満たされていないニーズがあるとした上で、欧州言語習得・多様性庁の創設や「言語多様性センター (Language Diversity Centres) 」ネットワークの設置を提言した。欧州委員会はこのネットワークについて、次の段階としては最も適切であり、可能であるならば既存の体制を基礎にして構築するべきであるとしている。つまり欧州委員会として、すでに提唱されているLifelong Learnning Programmeを通して長期的な財政支出が可能であるか検討に入るということである。また別のステップとして、欧州中央銀行や欧州域外国境管理協力局 (Frontex) など公共機関のウェブサイトについて、英語以外の言語版のものを作成することも挙げられる。
EU関連の条約ではないが、加盟国はヨーロッパ地方言語・少数言語憲章を批准している。同憲章の批准は新規加盟のさいの必須条件となっている。
言語習得を奨励するため、EUでは欧州評議会が主導した欧州言語年2001を支援し、また毎年9月26日を欧州諸言語の日と定めている。
このほか実践的な協力・普及のため、加盟国に対して欧州委員会は2003年7月24日にPromoting Language Learning and Linguistic Diversity: an Action Plan 2004 - 2006を、2005年11月22日にはA New Framework Strategy for Multilingualismを発表した。
2004年11月22日のバローゾ委員会発足以降、欧州委員会教育・文化担当委員の職務について、言語についてもその職域とし、教育・訓練・文化・多言語主義担当委員が設置され、ヤーン・フィゲルが務めることとなった。2007年1月1日からは言語について専門的に取り組む多言語主義担当委員が新設され、レオナルド・オルバンが務めている。
EUではポータルサイトEUROPAの言語について特化したサブサイト、EUROPA Languages portalを設置している。